# Fita dels Tres Termes
La Fita dels Tres Termes és una muntanya de 234 metres que es troba al massís del Garraf, entre els municipis de Castellet i la Gornal (Alt Penedès) i de Vilanova i la Geltrú (Garraf). Molt a prop del cim hi ha un molló d'argamassa que delimita els termes municipals de Castellet i la Gornal, Vilanova i la Geltrú i Cubelles i que podria remuntar-se a l'any 1363.